# Binjamin Segel
Binjamin Wolf Segel (auch Benjamin Segel, geb. 20. Juli 1866 in Łopuszna, Bezirk Rohatyn, Österreich-Ungarn; gest. 9. März 1931 in Piešťany, Tschechoslowakei) war ein galizischer Autor, Journalist und Ethnologe.

## Leben
Segel entstammte einer jüdisch-orthodoxen Familie, die seit Generationen in Galizien lebte. Er wuchs in Lemberg, dem heutigen Lwiw, auf. Nach dem Besuch traditioneller jüdisch-orthodoxer Schulen (Cheder und Jeschiwa) studierte er an den Universitäten in Lemberg, Wien und Berlin Naturwissenschaft, Kunstgeschichte und Philosophie. Danach arbeitete er für die ab 1901 in Berlin erscheinende Zeitschrift „Ost und West“, für die er unter verschiedenen Pseudonymen die meisten Beiträge verfasste. Besondere Bekanntheit erlangten seine Artikelserien „Das Judenelend in Galizien“, „Der Krieg als Lehrmeister“, „Die polnische Judenfrage“, „Am Tage des Gerichtes“ und „Philosophie des Pogroms“ (die drei letzten wurden auch als Bücher veröffentlicht). Des Weiteren publizierte er in den Periodika „Im deutschen Reich“, „Der Morgen“, „Der Israelit“ und die „CV-Zeitung“. Mit seinen vielsprachigen Veröffentlichungen, die nicht nur in deutscher, sondern auch in hebräischer, jiddischer und polnischer Sprache vorliegen und sich auch besonders ethnologischen Fragestellungen annahmen, versuchte er, die Kluft zwischen den „Ostjuden“ und „Westjuden“ in Form eines „jüdischen Volkstums“ zu überbrücken. Hierzu übernahm Segel sowohl säkulare Elemente der Aufklärung, gleichzeitig schätzte er die traditionellen jüdischen Werte hoch. Unter anderem mit seinem Werk „Die Entdeckungsreise des Herrn Dr. Theodor Lessing zu den Ostjuden“ (1910) trat er gegen eine undifferenzierte, diskriminierende Beschreibung der „Ostjuden“ auf, wie sie etwa von Theodor Lessing in Form einer Artikelserie in der Allgemeinen Zeitung des Judentums vertreten wurde. Als Protagonist des liberalen Judentums setzte er sich kritisch mit Ernst Lissauers „Haßgesang gegen England“ auseinander. In „Der Weltkrieg und das Schicksal der Juden“ (1915) legt er sowohl mit geschliffener Ironie als auch mit tief persönlichem Engagement dar, dass die hinter den vorgeblichen stehenden, tatsächlichen Kriegsgründe der Triple-Entente, besonders Englands und Frankreichs, nämlich den von Segel in Anführungszeichen gesetzten deutschen Militarismus und die von ihm ebenso behandelte angebliche deutsche Barbarei niederzuringen, im Gegensatz zu den deutsch-österreichischen Zielen als unlauter erkennbar wären und dass, zumal aus jüdischer Sicht, ein Sieg der Mittelmächte zu wünschen wäre, bei denen vor russischen Pogromen fliehende Juden – die auch im französischen Algier „regelrechte Drangsalierungen und Pogrome“ hätten erdulden müssen, wie auch „[i]m Sommer 1911 [...] in Süd-Wales ein richtiges Pogrom nach russischem Muster veranstaltet“ worden sei – seit Jahrzehnten freundlich aufgenommen worden wären und wo diese die ihnen erstaunlichste Gleichbehandlung und folglich Blüte erfahren hätten, so dass sie das Land „priesen [...], in dem ʼmessianische Zustände' herrschten“.  Mit seiner Publikation „Die Protokolle der Weisen von Zion kritisch beleuchtet. Eine Erledigung“ (1924), unternahm er eine der ersten kritischen Bestandsaufnahmen dieser Fälschung; den Antisemitismus bekämpfte er auch mit der Schrift „Welt-Krieg. Welt-Revolution. Welt-Verschwörung. Welt-Oberregierung“ (1926). Nachdem er lange Zeit in Berlin gelebt hatte, verbrachte er, von Krankheit gezeichnet, seine letzten Lebensjahre in Wien.

## Publikationen (Auswahl)
- Die Entdeckungsreise des Herrn Dr. Theodor Lessing zu den Ostjuden. Lemberg, Verlag „hatikwa“ 1910
- Der Wald (Schauspiel), 1914
- Der Weltkrieg und das Schicksal der Juden. Stimme eines galizischen Juden an seine Glaubensgenossen in den neutralen Ländern insbesondere in Amerika. Stilke, Berlin 1915
- Morija und Golgatha – Dem Andenken meines Bruders Dr. med. Isaak Segel. Verlag von M. Poppelauer, Berlin 1915
- Die polnische Judenfrage. Stilke, Berlin 1916
- Rumänien und seine Juden. 1918
- Am Tage des Gerichtes. 1918
- Bolschewismus und Judentum. 1924
- Die Protokolle der Weisen von Zion kritisch beleuchtet. Eine Erledigung. 1924 (Neuausgabe herausgegeben und kommentiert von Franziska Krah, ça ira-Verlag, Freiburg im Breisgau 2017)
- Welt-Krieg. Welt-Revolution. Welt-Verschwörung. Welt-Oberregierung. 1926